# 140
140 (CXL) var ett skottår som började en torsdag i den julianska kalendern.

## Händelser

### Okänt datum
- Antoninus Pius erkänner kungen över quaderna, som blir en av Roms allierade.
- Exporten av olivolja från Hispania Baetica till Rom når sin höjdpunkt.
- Sedan Hyginus har avlidit väljs Pius I till påve (detta år, 142 eller 146).
- Ptolemaios färdigställer sitt verk Almagest (omkring detta år).

## Avlidna
- Hyginus, påve sedan 136 eller 138 (död detta år eller 142)